# Yến hang
Yến hang là các loài chim có mỏ ngắn, miệng rộng, chân nhỏ và yếu, và đôi cánh dài hình lưỡi liềm, thuộc tông Collocaliini. Thân chim Yến to bằng thân chim sẻ nhưng có sải cánh rộng hơn sải cánh chim bồ câu. Với những đặc tính này, chim yến có khả năng bay rất giỏi và sức chịu đựng dẻo dai. Chim Yến là loài chim bay lâu nhất hiện nay và chúng có thể bay liên tục trong 40 giờ. Ngoại trừ những khi ngủ, xây tổ hay cho chim non ăn, chim Yến không bao giờ đậu lại một chỗ hay nghỉ ngơi. Thức ăn của chin Yến là các loại côn trùng mà chúng bắt được trong khi bay. Chim Yến chỉ có một vợ một chồng. Mỗi lần đẻ hai trứng và do cả hai chim trống lẫn chim mái ấp. Thời gian ủ trứng kéo dài từ 21 - 25 ngày. Sau khi nở, chim con ở lại tổ trong thời gian 43-45 ngày trước khi đủ lông đủ cánh sống đời tự lập. Chim Yến có tuổi thọ từ 10 – 20 năm
Thế nhưng điểm đặc biệt nhất về loài chim Yến này là tổ của chúng. Tổ yến trông giống như bàn tay co lại, như hình dáng của 1/4 trái banh có đường kính 3-5". Một bên tổ được gắn vào tường (tường trong động đá đối với yến hoang dã hoặc tường gỗ nhân tạo trong các trang trại/nhà nuôi yến), bên kia tổ là nơi yến đậu. Còn phần trong tổ là nơi đựng trứng hoặc chỗ ở của chim con. Tuy nhiên, chất liệu cấu thành tổ yến mới chính là đặc tính phân biệt chim yến với những loài chim khác trên thế giới. Ngay sau khi giao hợp, chúng tự rút ra những sợi nước dãi (nước bọt) dài và mỏng ra khỏi những tuyến nước bọt bên dưới lưỡi. Chính những sợi bọt này đóng một vai trò quan trọng trong việc làm tổ.